# Sommerach
Sommerach település Németországban, azon belül Bajorországban. Lakosainak száma 1473 fő (2023. december 31.).

## Népesség
A település népessége az elmúlt években az alábbi módon változott:
| Lakosok száma | 942  | 918  | 982  | 1163 | 1342 | 1329 | 1344 | 1360 | 1463 | 1473 |
|               | 1875 | 1950 | 1975 | 1987 | 2012 | 2014 | 2016 | 2017 | 2021 | 2023 |